# Sansevieria liberica
Espèce
Classification APG III (2009)
Sansevieria liberica, également appelée Dracaena liberica, est une espèce de plantes de la famille des Liliaceae et du genre Sansevieria. C'est la plus commune des espèces de sansevières d'Afrique de l'Ouest.

## Description
Plante succulente, Sansevieria liberica est une espèce de sansevières à longues et larges feuilles (45 à 106 cm de longueur et 5 à 12 cm de largeur), très lancéolées, plates et très rigides, de couleur vert-foncé avec des zones de striures horizontales plus claires et des bords brunâtres à rougeâtres,. Elles poussent directement par une à trois depuis leur rhyzome, de 2 cm de diamètre, sans stype à leurs bases. Les inflorescences mesurent de 60 à 90 cm de longueur et sont simples mais très fleuries.
Elle a été identifiée comme espèce à part entière en 1903 par les botanistes français Joseph Gérôme et Oscar Labroy.

## Distribution et habitat
L'espèce est originaire du nord de l'Afrique centrale et de l'Afrique de l'ouest, présente juste au sud de toute la bande sahélo-saharienne et au nord de la zone tropicale humide, de l'ouest du Soudan du Sud jusqu'au Sénégal ainsi que dans les pays du golfe de Guinée jusqu'au Gabon au sud.
Elle pousse à l'ombre dans les terrains secs rocheux et sableux (dont les cordons dunaires côtiers) près des cours d'eau,.

## Synonymes
L'espèce présente des synonymes, :
- Sansevieria chinensis (Gentil, ; ex N.E. Brown, 1915)
- Sansevieria gentilis (Mattei, 1918) – illégitime
- Dracaena liberica (Gérôme & Labroy, 1903 ; Byng & Christenh., 2018)